# Fjellerup (plaats)
Fjellerup is een plaats in de Deense regio Midden-Jutland, gemeente Norddjurs, en telt 446 inwoners (2007).